# Axl Rotten
Brian Knighton (21 d'abril de 1971 - 4 de febrer de 2016) va ser un lluitador professional nord-americà més conegut pel seu nom en el ring com a Axl Rotten.

## En lluita
- Moviments finals
  - SST - Severe Skull Trauma (Inverted brainbuster)
  - This Is Gonna Hurt (Chair shot)

- Moviments de lluita
  - Chokeslam
  - Death Valley driver
  - Exploder suplex
  - Inverted powerbomb
  - Over the shoulder back to belly piledriver
  - Sitout suplex slam
  - Spinning lifting DDT
  - Tiger driver

## Campionats i assoliments
- Allied Powers Wrestling Federation
  - APWF Heavyweight Championship (1 vegada)[2]

- Eastern Wrestling Alliance
  - EWA Hardcore Championship (1 vegada)

- Global Wrestling Federation
  - GWF Commonwealth Championship (1 vegada)
  - GWF Tag Team Championship (1 vegada) amb Ian Rotten

- Independent Wrestling Association Mid-South
  - IWA Mid-South Heavyweight Championship (2 vegades)[3]
  - IWA Mid-South Tag Team Championship (2 vegades) amb Ian Rotten

- Maryland Championship Wrestling
  - MCW Vestíbul of Fame (Classe del 2009)[4]

- Mid-America Wrestling
  - MAW Heavyweight Championship (1 vegada)

- Mid-Eastern Wrestling Federation
  - MEWF Heavyweight Championship (2 vegades)
  - MEWF Tag Team Championship (1 vegada) amb Corporal Punishment

- National Wrestling Alliance
  - Regional
  - NWA Jersey Heavyweight Championship (1 vegada)
  - NWA World Light Heavyweight Championship (1 vegada)

- National Wrestling League
  - NWL Hardcore Champion (1 vegada)
  - NWL Tag Team Champion (1 vegada) amb Morgus the Maniac
- Pro Wrestling Illustrated
  - Situat en el #132 dels PWI 500 en 1996[5]
  - Situat en el # 437 dels PWI 500 en 2003
  - 1995 Feud of the Year – vs. Ian Rotten

- Star Cavalcade Wrestling
  - SCW Heavyweight Championship (1 vegada)[2]
  - SCW Tag Team Championship (1 vegada) - amb Ricky Lawless[2]

- Universal Independent Wrestling
  - UIW Heavyweight Championship (1 vegada)[2]

- Altres títols
  - AAWA Heavyweight Championship (1 vegada)